# Коноэ Сакико
Коноэ Сакико (яп. 近衛前子, このえさきこ; 1575 — 11 августа 1630) — Императрица Японии. Жена Императора Го-Ёдзэя. Мать Императора Го-Мидзуноо. Дочь Коноэ Сакихисы и его жены из рода Такэда провинции Вакаса. Названная дочь Тоётоми Хидэёси. 

## Биография
В 1584 года поступила в монастырь Содзи-ин, где работала в столовой. 
В 1586 стала названной дочерью Тоэтоми Хидэёси. 
В январе 1586 года начала работать в Императорском дворе. 
24 января 1587 года стала наложницей Императора Го-Ёдзэя и получила 3-й младший чиновничий ранг.
1 июня 1620 года награждена почетным титулом дзюсангу. Вышла в отставку. 
В 1622 году приняла монашеский постриг.
Похоронена в индивидуальной могиле на территории гробницы Цукинова в Киото.